# Liste früher chinesischer Texte
Dies ist eine alphabetische Liste früher chinesischer Texte bis zur Han-Zeit (in Pinyin-Schreibung):
- Baihu tong
- Cantongqi
- Chuci
- Chunqiu
- Chunqiu fanlu
- Chunqiu Gongyang zhuan
- Chunqiu Guliang zhuan
- Chunqiu shiyu
- Da Dai Liji
- Daodejing
- Daozang Wang Bi ben Laozi
- Dengxizi
- Dong guan Han ji
- Duduan
- Erya
- Fangyan
- Fayan
- Fengsu tongyi
- Gongsun Longzi
- Guanzi
- Guoyu
- Hanfeizi
- Hanshi waizhuan
- Hanji
- Hanshu
- Heguanzi
- Heshang Gong ben Laozi ji Heshang Gong zhu
- Huainanzi
- Huangdi neijing suwen
- Jiuzhang suanshu
- Jizhong Zhoushu
- Kongzi jiayu
- Laozi Daodejing
- Liexian zhuan
- Liezi
- Liji
- Lingshu jing
- Liutao
- Lunheng
- Lunyu
- Lüshi chunqiu
- Maoshi
- Mengzi
- Mozi
- Mu tianzi zhuan
- Nanhua zhenjing
- Nanjing
- Qianfu lun
- Qian Hanji
- Shang jun shu
- Shangshu
- Shangshu dazhuan
- Shanhaijing
- Shenjian
- Shen Nong bencao jing
- Shenzi (Shen Buhai)
- Shenzi (Shen Dao)
- Shiji
- Shi Jing
- Shiming
- Shizi (尸子, Schriften des Meisters Shi), von Shi Jiao (尸佼, 390–330 v. Chr.) aus der Zeit der Streitenden Reiche
- Shuihudi Qinmu zhujian
- Shujing
- Shuowen jiezi
- Shuoyuan
- Sima fa
- Sunzi bingfa
- Sun Bin bingfa
- Taixuanjing
- Wei Liaozi
- Wenzi
- Wushi’er bingfang
- Wuwei Handai yijian
- Wu Yue chunqiu
- Wuzi
- Xiaojing
- Xinlun
- Xinshu
- Xinxu
- Xin yu
- Xunzi
- Yan danzi
- Yantie lun
- Yanzi chunqiu
- Yijing
- Yili
- Yilin
- Yinwenzi
- Yizhoushu
- Yuejue shu
- Yuliaozi
- Zhanguo ce
- Zhonglun
- Zhoubi suanjing
- Zhouli
- Zhouyi
- Zhuangzi
- Zhushu jinian
- Zuozhuan